# Tunesien ved sommer-OL 2012
Tunesien deltog ved Sommer-OL 2012 i London som blev arrangeret i perioden 27. juli til 12. august 2012. 

## Medaljer
| 2012 London | Guld | Sølv | Bronze | Total |
| Tunesien    | 1    | 1    | 1      | 3     |

### Medaljevinderne
| Tunesien ved sommer-OL 2012 i London | Tunesien ved sommer-OL 2012 i London | Tunesien ved sommer-OL 2012 i London | Tunesien ved sommer-OL 2012 i London | Tunesien ved sommer-OL 2012 i London |
| Medaljer                             | Atlet                                | Sport                                | Øvelse                               | Resultat                             |
| ------------------------------------ | ------------------------------------ | ------------------------------------ | ------------------------------------ | ------------------------------------ |
| Guld                                 | Oussama Mellouli                     | Svømning                             | 10 kilometer, mænd                   | 1.49.55,1                            |
| Sølv                                 | Habiba Ghribi                        | Atletik                              | 3 000 m forhindringsløb, damer       | 9.08,37                              |
| Bronze                               | Oussama Mellouli                     | Svømning                             | 1500 m fri, mænd                     | 14.40,31                             |